# Parastrangalis mitonoi
Parastrangalis mitonoi là một loài bọ cánh cứng trong họ Cerambycidae.